# Senna Comasco
Senna Comasco (bis 1863 einfach Senna) ist eine norditalienische Gemeinde (comune) in der Provinz Como in der Lombardei.

## Lage und Einwohner
Die Gemeinde hat 3165 Einwohner (Stand 31. Dezember 2023) und liegt etwa 5 Kilometer südsüdöstlich von der Provinzhauptstadt Como. Zur Gemeine gehören die Fraktionen Navedano und Bassone. Durch Senna Comasco fließen der Rio Acquanegro und der Roggia Segrada.
Die Nachbargemeinden sind: Cantù, Capiago Intimiano, Casnate con Bernate, Como und Cucciago.

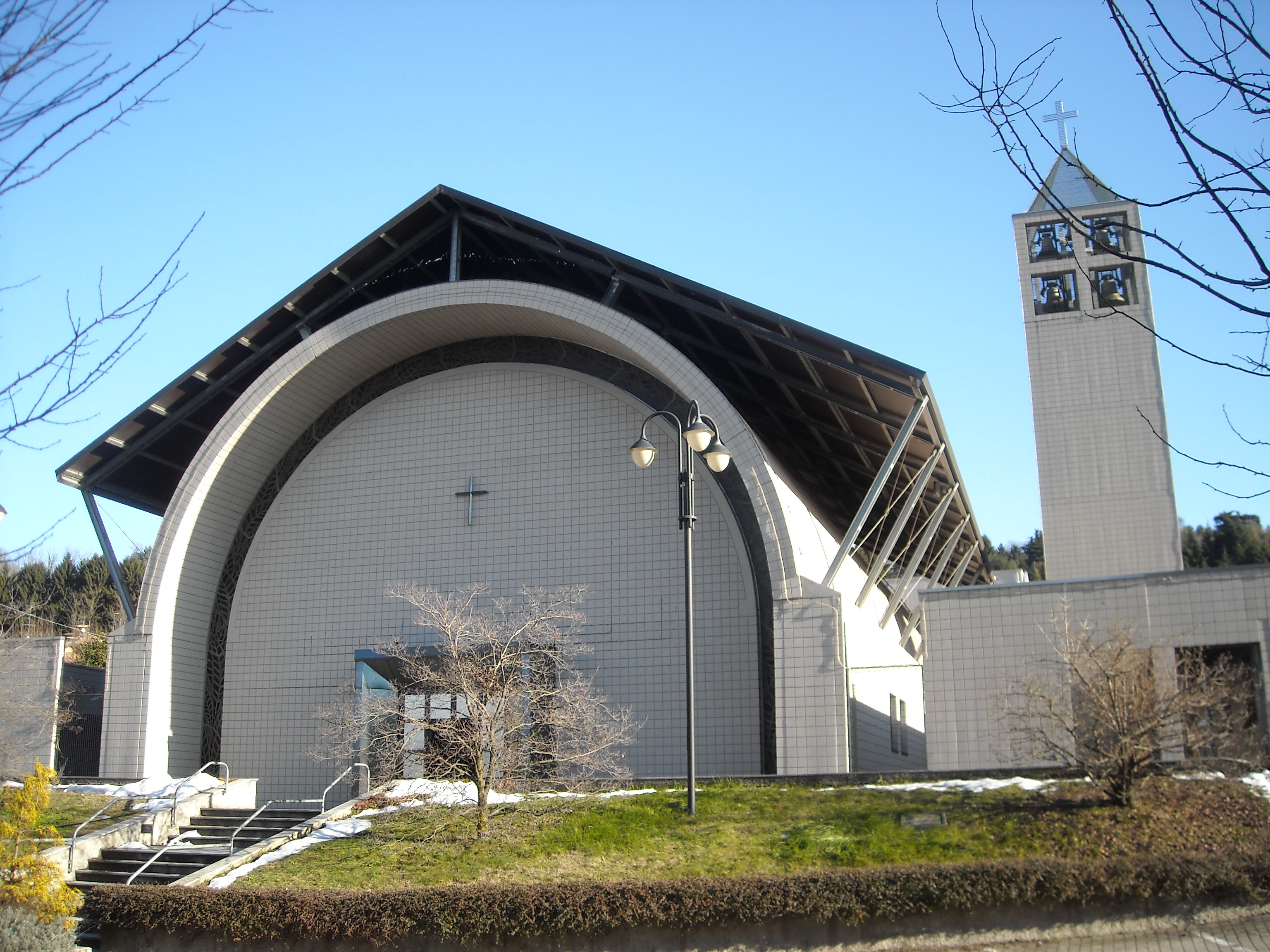
Kirche Santa Maria Assunta

## Geschichte
Um 820 wird ein Curti Sinna erwähnt.

## Sehenswürdigkeiten
- Pfarrkirche Santa Maria Assunta (13. Jahrhundert)[3]
- Kirche Sant’Antonio da Padova[4]